# Грудзинские
Грудзинские (пол. Grudziński) — польский графский и дворянский род.
Род герба Гржимала. Матвей Грудзинский был в 1480 г. каштеляном быдгощским. Антон Грудзинский получил в 1780 г. графское достоинство в Пруссии. Дочь его Иоанна (1795—1831) с 1820 г. была морганатической супругой великого князя Константина Павловича и получила титул княгини Лович.
Род Грудзинских разделялся на семь ветвей, внесенных в VI и I части родословной книги Виленской, Волынской, Гродненской, Киевской и Ковенской губерний.
Кроме того, существует ещё семь родов Грудзинских, позднейшего происхождения.